# El brujo (cuento)
El brujo (en polaco Wiedźmin) es el primer cuento de la antología El último deseo, y la primera historia escrita por Andrzej Sapkowski sobre el brujo Geralt de Rivia, publicado inicialmente como una obra independiente en la revista polaca Fantastyka en 1986, ganando el tercer lugar en el concurso literario organizado por dicha publicación el año anterior. Narra la famosa historia de la lucha entre Geralt y una estrige.

## Argumento
La historia comienza con Geralt entrando en Wyzima. Poco después, mata a tres hombres que lo estaban provocando en un bar, y es llevado ante Velerad, el anciano castellano de la ciudad. Cuando este le pide explicaciones, Geralt le habla de los carteles de recompensa expuestos en los caminos cercanos a Wyzima, en los que se requiere a un cazador de monstruos con experiencia. Entonces Velerad le habla a Geralt de la razón por la que se requiere a alguien con sus habilidades: Al comienzo del reinado del rey Foltest, este dejó embarazada a su propia hermana, Ada. Tanto ella como el bebé murieron durante el parto y fueron enterrados en un doble ataúd. Siete años después, la hija despertó y asesinó a los residentes del palacio. Se había convertido en una estrige.
Geralt se encuentra con el propio Foltest, quien le advierte que no debe hacer daño a la estrige, pues un mago le había revelado que si alguien evitaba que la criatura regresara a su ataúd antes del tercer canto del gallo, esta quedaría curada y recuperaría su forma humana. Geralt pide ver a un molinero que había sobrevivido a un ataque de la estrige. El soldado que lo lleva ante el brujo no es otro que Foltest disfrazado. Esta vez le dice a Geralt que en caso de que la maldición de la que es víctima su hija no tenga solución, la mate.
Geralt se dispone a pasar la noche en el antiguo palacio (los ataques de la estrige habían forzado a Foltest a trasladarse a otro) y recibe la visita de un noble, Lord Ostrit, quien trata de sobornar al brujo para que desista de su misión y se marche, pues desea que la estrige siga viviendo. De este modo, los habitantes de Wyzima, horrorizados ante los ataques de la bestia y la insistencia de su rey a mantenerla con vida, irían acumulando cada vez más resentimiento contra Foltest, lo que haría que con el tiempo llegaran a aceptar el gobierno de Vizimir de Novigrado. Geralt rechaza la oferta, deja inconsciente a Ostrit y lo ata. A medianoche lo suelta, usándolo como cebo para la estrige, que rápidamente lo encuentra y lo mata.
Geralt lucha contra la estrige, evitando usar su espada de plata. La ata con una cadena de plata, pero ella consigue liberarse, pese a la intolerancia a la plata de los monstruos de naturaleza mágica. La criatura acaba siendo ahuyentada cuando Geralt utiliza su magia para reflejar contra ella el odio y la maldad de su propia mente. Geralt se instala en el doble ataúd para pasar la noche, no permitiendo a la estrige acceder al sarcófago, y al pronto se duerme. Por la mañana, el brujo descubre a una niña normal y corriente tirada en el suelo junto al ataúd. Al inclinarse sobre ella, descubre, demasiado tarde, que sus ojos están abiertos. Usando lo que queda de sus garras, la estrige desgarra la garganta de Geralt. Mientras logra someter a la chica, Geralt oye el tercer canto del gallo. Finalmente, se hace un nudo en torno a su cuello herido, sabiendo que está a punto de desmayarse.
El brujo se despierta con la garganta vendada, y Velerad junto a él (quien formaba parte del grupo que estaban a favor de acabar con la vida de la estrige) admitiendo que se equivocaba. Asegura a Geralt que su espada de plata, su recompensa de trescientos orens y sus pertenencias se encuentran a buen recaudo. Geralt, tranquilizado, se duerme.

## Adaptaciones

### Novela gráfica
El cuento ha sido adaptado como una novela gráfica titulada "Geralt", escrita por Andrzej Sapkowski y Maciej Parowski, con el arte de Bogusław Polch.

### Series de Televisión
El cuento ha sido adaptado como parte del episodio 8 de la serie de televisión The Hexer, titulado Rozdroże (encrucijada).
También se releata una versión de este cuento en la serie de Netflix, The Witcher, durante el tercer episodio de la primera temporada.

### Videojuego
La secuencia de la introducción en el juego The Witcher se basa en la lucha de Geralt con el estrige en Vizima. El juego también sugiere que, aunque curada, hay rumores de que la hija de Foltest, Adda, todavía tiene el corazón sanguinario de un estrige. Otros personajes introducidos en esta historia, como el rey Foltest y Velerad, también aparecen en el juego.